# Bornsche Näherung
Die nach Max Born benannten Methode Bornsche Näherung ist die einfachste störungstheoretische-Näherung zur Berechnung von Streuproblemen.

## Anschauliches Beispiel
Anschaulich kann man sich die Bornsche Näherung am Beispiel der Streuung von Radarwellen an einem Plastikstab vorstellen. Man nimmt dazu an, dass die durch das äußere Feld polarisierten Atome im Plastikstab (die als kleine Sender zum Gesamtfeld beitragen) im Takt des äußeren Treiberfeldes der einfallenden Radarwellen schwingen.
Dass die Atome dabei selbst elektromagnetische Wellen-Felder erzeugen, die wiederum die anderen Atome beeinflussen (Mehrfachstreuung), wird in dieser Näherung vernachlässigt. Dementsprechend gilt die Bornsche Näherung als gute Näherung, wenn das Streupotential klein ist im Vergleich zur Energie des einfallenden Wellenfeldes und damit das an einem einzigen Atom gestreute Feld klein im Vergleich zum einfallenden Feld.

## Anwendungen und Weiterentwicklungen
Die Methoden findet vielseitige Anwendungen und Erweiterungen bzw. Anpassungen in einzelnen Fachgebieten an dortige Probleme, z. B. auch in der Theorie der Streuung elektromagnetischer Wellen.

### Born-Näherung der Lippmann-Schwinger-Gleichung
Die Lippmann-Schwinger-Gleichung für den Streuungs-Zustand {\displaystyle \vert {\Psi _{\mathbf {p} }^{(\pm )}}\rangle } mit Impuls {\displaystyle \mathbf {p} } und aus- oder einlaufender Richtung ({\displaystyle \pm }) lautet:
{\displaystyle \vert {\Psi _{\mathbf {p} }^{(\pm )}}\rangle =\vert {\Psi _{\mathbf {p} }^{0}}\rangle +G^{0}(E_{p}\pm i\varepsilon )V\vert {\Psi _{\mathbf {p} }^{(\pm )}}\rangle }
mit
- der greenschen Funktion {\displaystyle G^{0}} des freien Teilchens
- einem kleinen positiven Parameter {\displaystyle \varepsilon }
- dem Wechselwirkungspotential {\displaystyle V}
- dem einfallenden Feld {\displaystyle \vert {\Psi _{\mathbf {p} }^{0}}\rangle }; man kann es als Lösung des Streuproblems ohne Streuer deuten.
- dem Term {\displaystyle \vert {\Psi _{\mathbf {p} }^{(\pm )}}\rangle } auf der rechten Seite der Gleichung als Treiber.

Diese Gleichung kann im Sinne der Bornschen Näherung vereinfacht werden zu
{\displaystyle \vert {\Psi _{\mathbf {p} }^{(\pm )}}\rangle =\vert {\Psi _{\mathbf {p} }^{0}}\rangle +G^{0}(E_{p}\pm i\varepsilon )V\vert {\Psi _{\mathbf {p} }^{0}}\rangle },
sodass die rechte Seite nicht mehr vom unbekannten Zustand  {\displaystyle \vert {\Psi _{\mathbf {p} }^{(\pm )}}\rangle } abhängt.
Für die explizite Form in Ortsdarstellung siehe Lippmann-Schwinger-Gleichung.

### Distorted Wave (Born) Approximation (DWBA bzw. DWA)
Manchmal wird ein Teil A des Streuprozesses getrennt auf analytischem oder numerischem Weg berechnet, und die Streuung an einem Rest-Potential (Teil B), das als Störung in Bornnäherung behandelt wird, hinzuaddiert. In diesem Fall werden die „gestörten“ (distorted) Wellen – im Gegensatz zu den in der üblichen Anwendung der Bornnäherung verwendeten ebenen oder Kugelwellen – aus Teil A als Ausgangswellenfunktionen für die Störungsentwicklung von Teil B genommen. Man spricht von Distorted Wave (Born) Approximation.
Ist {\displaystyle V_{1}} das Potential von Teil A , {\displaystyle V_{2}} das Potential von Teil B und {\displaystyle \vert {\Psi _{\mathbf {p} }^{1}}^{(\pm )}\rangle } die Lösung des Streuproblems aus Teil A (mit der auch die Greensfunktion {\displaystyle G^{1}} berechnet wird), so ergibt sich die DWBA-Lösung aus:
{\displaystyle \vert {\Psi _{\mathbf {p} }^{(\pm )}}\rangle =\vert {\Psi _{\mathbf {p} }^{1}}^{(\pm )}\rangle +G^{1}(E_{p}\pm i\varepsilon )V_{2}\vert {\Psi _{\mathbf {p} }^{1}}^{(\pm )}\rangle .}
Beispielsweise können bei einigen Problemen der Streuung von geladenen Teilchen an anderen geladenen Teilchen (wie bei Bremsstrahlung oder dem photoelektrischen Effekt) als Ansatz für Teil A analytische Lösungen für Coulomb-Streuung (Streuung in einem Coulombpotential) gewählt werden, die dann als einfallende Welle in die Bornnäherung von Teil B einfließen. Bei einigen Kernreaktionen wird z. B. häufig die numerisch berechnete Streuung in einem optischen Potential für den Teil A gewählt.